# Анютина дорога
«Анютина дорога» — детский приключенческий фильм режиссёра Льва Голуба, снятый на киностудии Беларусьфильм в 1967 году.

## Сюжет
Гражданская война. В 1918 году маленькая Анюта по дороге из голодающей Москвы в деревню на одной из станций отстает от матери. Попав на белорусский хутор кулака, главная героиня фильма становится невольным участником классовой борьбы в деревне.

## В ролях
- Света Коростелина — Анюта
- Наталья Чемодурова — мать Анюты
- Геннадий Юхтин — отец Анюты
- Оля Коршун — Тишка
- Фёдор Шмаков — дядя Федор
- Владимир Емельянов — Платон Павлович, директор детской коммуны
- Евгений Полосин - Данила Жулега
- Валентина Кравченко - жена Жулеги
- Евгения Ковалёва - тётя Маша
- Анатолий Солоницын — Степан, начальник продотряда
- Анатолий Обухов - Василь, атаман
- Валентина Ушакова - учительница
- Анна Дубровина - Евдокия Ивановна
- Яков Ленц - врач

## Съёмочная группа
- Автор сценария: Кастусь (Константин) Губаревич
- Режиссёр-постановщик: Лев Голуб
- Операторы: Виталий Николаев, Юрий Цветков
- Композиторы: Дмитрий Каминский, Ричард Бутвиловский
- Художник-постановщик: Юрий Булычев

## Призы и награды
- 1968 — Специальный диплом «За плодотворную работу в области детского кино» режиссëру Льву Голубу за кинофильм «Анютина дорога» (Кинофестиваль республик Прибалтики, Белоруссии и Молдавии)